# Marvel Entertainment
 (транскр.  Марвел интертејмент Ел-Ел-Си) је америчко забавно предузеће, основано током јуна 1998. године у Њујорку, направљено спајањем Marvel Entertainment Group, Inc. и ToyBiz. Предузеће представља подружницу у потпуном власништву The Walt Disney Company и најпознатије је по стриповима Marvel Comics, као и прављењу истих у филмове Марвелов филмски универзум.
Током 2009. године, The Walt Disney Company аквизирао је Marvel Entertainment за 4 милијарде долара; од када постаје друштво са ограниченом одговорношћу. Због финансијких извештајних сврха, Marvel је примарно пријављен као као сегмент Consumer Products од реорганизације Marvel Studios из Marvel Entertainment у Walt Disney Studios.